# Haute-Savonie
La Savonie supérieure (finnois : Ylä-Savon seutukunta) est une sous-région de Finlande. 
L'Union européenne lui a donné le code LAU 1 (NUTS 4) numéro 111.

## Géographie
Elle appartient à la Savonie du Nord. Elle est formée de 7 municipalités:

## Municipalités
| Blason              | Municipalité         | Réf.  |
| ------------------- | -------------------- | ----- |
| Iisalmen vaakuna    | Iisalmi (ville)      | [ 1 ] |
| Keiteleen vaakuna   | Keitele (commune)    | [ 2 ] |
| Kiuruveden vaakuna  | Kiuruvesi (ville)    | [ 3 ] |
| Lapinlahden vaakuna | Lapinlahti (commune) | [ 4 ] |
| Pielaveden vaakuna  | Pielavesi (commune)  | [ 5 ] |
| Sonkajärven vaakuna | Sonkajärvi (commune) | [ 6 ] |
| Vieremän vaakuna    | Vieremä (commune)    | [ 7 ] |